# Ministro dos Negócios Estrangeiros da Nigéria
O Ministério dos Negócios Estrangeiros da Nigéria é um órgão estatutário criado para lidar com o impulso externo da visão interna da Nigéria e ideais, e é chefiada pelo ministro dos Negócios Estrangeiros da Nigéria, que nos últimos anos tem como missão orientar no sentido de uma maior sensibilização acerca do potencial econômico da Nigéria. É parte do governo do Conselho Executivo Federal.

## Lista de ministros
- Tafawa Balewa (1960-1961)
- Jaja Wachuku (1961-1965)
- Nuhu Bamalli (1965-1966)
- Yakubu Gowon (1966-1967)
- Arikpo Okoi  (1967-1975)
- Joseph Nanven Garba (1975-1978)
- Henry Adefope (1978-1979)
- Ishaya Audu (1979-1983)
- Emeka Anyaoku (1983-1983)
- Ibrahim Gambari (1984-1985)
- Bolaji Akinyemi (1985-1987)
- Ike Nwachukwu (1987-1989)
- Rilwan Lukman (1989-1990)
- Ike Nwachukwu (1990-1993)
- Matthew Mbu (1993-1993)
- Babagana Kingibe (1993-1995)
- Tom Ikimi    (1995-1998)
- Ignatius Olisemeka  (1998-1999)
- Sule Lamido     (1999-2003)
- Oluyemi Adeniji   (2003-2006)
- Ngozi Okonjo-Iweala (2006-2006)
- Joy Ogwu (2006-2007)
- Ojo Maduekwe (2007-presente)